# María Soraya Rodríguez Ramos
María Soraya Rodríguez Ramos (Valladolid, 1 de desembre de 1963) és una advocada i política espanyola. Llicenciada en Dret per la Universitat de Valladolid el 1987. de 1988 a 1990 treballà com a advocada en el Centre d'Acolliment de Dones víctima de maltractaments de Valladolid. També fou Secretària de Moviment Socials i Participació Ciutadana en l'Executiva Regional del PSOE a Castella i Lleó.
El 1991 treballà com a professora de l'Escola Universitària de Relacions Laborals de Valladolid i de 1994 a 1997 fou directora del centre de la Dona a l'Ajuntament de Valladolid. El 1994 fou nomenada secretària d'Organització de l'Executiva Provincial del PSOE a Valladolid i el 1998 treballà com a Assessora Jurídica de l'Administració Local.
Fou escollida diputada a les eleccions al Parlament Europeu de 1999, i de 2002 a 2004 fou vicepresidenta de la Comissió d'Agricultura i Desenvolupament Rural del Parlament Europeu. De 2000 a 2008 fou membre del Comitè Federal del PSOE i fou escollida diputada per la província de Valladolid a les eleccions generals espanyoles de 2004.
A les eleccions municipals de 2007 fou designada candidata a l'alcaldia de Valladolid pel PSOE, però fou derrotada pel candidat del Partit Popular, Francisco Javier León de la Riva que va revalidar la seva majoria absoluta a l'Ajuntament. A les eleccions generals de 2008 fou reelegida diputada nacional per la província de Valladolid per segona legislatura consecutiva, però el juliol de 2008, a proposta del president José Luis Rodríguez Zapatero, abandona el seu escó i el seu càrrec com a presidenta del grup municipal del PSOE a Valladolid per convertir-se en Secretària d'Estat de Cooperació Internacional, en substitució de Leire Pajín. A l'ajuntament fou substituïda per Óscar Puente

## Eurodiputada per Ciutadans
Soraya Rodríguez va ser triada com a número tres a la llista de Ciutadans per a les eleccions al Parlament Europeu de 2019, convertint-se posteriorment en eurodiputada a la IX legislatura del Parlament Europeu en el grup liberal europeu. És presidenta de la Delegació per a les Relacions amb el Parlament Panafricà i coordinadora de Renew Europe de la Subcomissió de Drets Humans de l'Eurocambra. Així mateix, és membre de la Conferència de Presidents de Delegació; la Comissió d'Afers Exteriors; la Comissió de Medi Ambient, Salut Pública i Seguretat Alimentària; la Comissió de Drets de les Dones i Igualtat de Gènere; la Comissió de Desenvolupament i la Delegació a l'Assemblea Parlamentària Paritària ACP-UE.
És membre d'Aliança Parlamentària Europea contra la Fam i la Desnutrició. Amb l'objectiu de donar a conèixer la funció de les Aliances Parlamentàries contra la Fam i la Malnutrició i informar la ciutadania sobre el Dret a l'Alimentació a escala internacional, va presentar el 2021 el projecte i el llibre Mujeres al frente de la lucha contra el hambre Arxivat 2021-12-21 a Wayback Machine., l'objectiu del qual és visibilitzar i reconèixer el treball de diferents dones arreu del món en la lluita per la seguretat alimentària, el desenvolupament sostenible i l'erradicació de la fam i la malnutrició.
Soraya Rodríguez va rebre el suport va rebre el suport de 70 eurodiputats per impulsar una Conferència de Dones Afganes que sigui organitzada per la Unió Europea, amb l'objectiu d'amplificar les veus de les dones afganes, tant les exiliades com les que romanen a l'Afganistan després de la presa del poder per part dels talibans a l'agost del 2021, i enviar un missatge a la comunitat internacional. Ha llançat el projecte Mujeres al frente per visibilitzar les propostes transformadores de dones a diferents països del món, la presentació de les quals es va realitzar el 13 d'octubre de 2021 a Madrid i en què van participar Inés Arrimadas, presidenta de Ciutadans, Khadija Amin (periodista i refugiada afganesa); Massouda Kohistani (activista, investigadora i refugiada afganesa), Rocío Nieto (la Fundadora de l'Associació per a la Prevenció, Reinserció i Atenció a la Dona Prostituïda – APRAMP) i Marcela Villarreal (Directora de la Divisió d'Associacions i Col·laboració amb l'ONU).